# Tứ nhân bang
Tứ nhân bang (giản thể: 四人帮, phồn thể; 四人幫, bính âm: Sì rén bāng) hay còn được gọi là "bè lũ bốn tên" theo các phương tiện truyền thông của Việt Nam, là cụm từ để chỉ một nhóm lãnh đạo Đảng Cộng sản Trung Quốc bị nhà cầm quyền Cộng hòa Nhân dân Trung Hoa cho là cấu kết với nhau lộng quyền và để sát hại những Đảng viên không theo phe cánh từ Đại hội X của Đảng Cộng sản Trung Quốc nhưng sau đó bị bắt và xét xử năm 1976 sau khi Mao Trạch Đông mất. "Bè lũ bốn tên" là những thành viên hoạt động tích cực nhất trong thời kỳ Cách mạng Văn hóa ở Trung Quốc. "Bè lũ bốn tên" bao gồm: Giang Thanh (vợ thứ tư của Mao Trạch Đông), Trương Xuân Kiều, Diêu Văn Nguyên và Vương Hồng Văn.
Tứ nhân bang kiểm soát các cơ quan quyền lực của Đảng Cộng sản Trung Quốc trong các giai đoạn sau của Cách mạng Văn hóa, mặc dù vẫn chưa rõ quyết định nào là do Mao Trạch Đông đưa ra để nhóm này thực hiện và đâu là do kế hoạch riêng của Tứ nhân bang.
Tứ nhân bang và tướng Lâm Bưu(qua đời năm 1971), được coi là hai "lực lượng phản cách mạng" chính của Cách mạng Văn hóa và bị chính phủ Trung Quốc chính thức quy trách nhiệm về những hành vi quá mức tồi tệ được gây ra trong sự hỗn loạn xã hội xảy ra sau đó trong 10 năm xáo trộn. Sự sụp đổ của họ vào ngày 6 tháng 10 năm 1976, một tháng sau khi Mao qua đời, những lễ kỷ niệm lớn trên đường phố Bắc Kinh đã được tổ chức cũng như đánh dấu cho sự kết thúc của một kỷ nguyên chính trị hỗn loạn ở Trung Quốc.
Lúc Mao Trạch Đông đang hấp hối, một cuộc tranh giành quyền lực đã nảy sinh giữa Tứ nhân bang và liên minh của Đặng Tiểu Bình, Chu Ân Lai và Diệp Kiếm Anh. Khi Chu Ân Lai mất năm 1976, Hoa Quốc Phong được chính thức bổ nhiệm làm Thủ tướng Quốc vụ viện. Năm 1981, Tứ nhân bang bị đưa ra xét xử với tội danh chống Đảng. Sau khi mãn hạn tù, Giang Thanh mất năm 1991, Vương Hồng Văn mất năm 1992, Trương Xuân Kiều và Diêu Văn Nguyên mất năm 2005.

## Thành lập
Nhóm này do Giang Thanh lãnh đạo, và bao gồm ba cộng sự thân cận của bà là Trương Xuân Kiều, Diêu Văn Nguyên và Vương Hồng Văn. Hai người khác đã chết vào năm 1976, Khang Sinh và Tạ Phú Trị, được coi là một phần của "băng nhóm" này. Trần Bá Đạt và Mao Viễn Tân - cháu của Mao Trạch Đông - cũng được coi là một số cộng sự thân cận của Tứ nhân bang.
Hầu hết các sách vở phương Tây đều cho rằng ban lãnh đạo thực sự của Cách mạng Văn hóa bao gồm một nhóm rộng hơn, chủ yếu đề cập đến các thành viên của Tổ Cách mạng Văn hóa Trung ương. Nổi bật nhất trong nhóm là Lâm Bưu, cho đến khi ông có ý định đào tẩu khỏi Trung Quốc và thiệt mạng trong một vụ tai nạn máy bay năm 1971. Trần Bá Đạt thường được coi là thành viên của phe Lâm Bưu hơn là phe Giang Thanh.

## Vai trò

Bích chương kêu gọi đả đảo tứ nhân bang. Nghĩa của những từ trên: “Đả đảo bè lũ phản cách mạng Vuơng-Trương-Giang-Diêu”

Vào đầu cuộc Cách mạng Văn hóa, vào ngày 10 tháng 11 năm 1965, Diêu Văn Nguyên đã đăng một bài báo trên Văn hối báo chỉ trích vở kịch Hải Thụy bãi quan. Bài báo cho rằng vở kịch này thực sự là một sự miêu tả đầy thiện cảm về những nỗ lực cải cách của anh hùng quân đội Bành Đức Hoài và do đó là một đòn công kích vào cuộc Đại nhảy vọt của Mao Chủ tịch. Mao sau đó đã cách hết quyền lực của Bành. Bài báo được coi là tia lửa phát động cuộc Cách mạng Văn hóa.
Giang Thanh sau đó đã dàn dựng các vở nhạc kịch cách mạng trong Cách mạng Văn hóa và gặp gỡ các Hồng vệ binh.
Việc loại bỏ quyền lực của nhóm này đôi khi được coi là đánh dấu sự kết thúc của Cách mạng Văn hóa do Mao phát động vào năm 1966 như một phần trong cuộc đấu tranh quyền lực của ông với các nhà lãnh đạo như Lưu Thiếu Kỳ, Đặng Tiểu Bình và Bành Chân. Mao đưa vợ mình là Giang Thanh, một cựu nữ diễn viên điện ảnh mà trước năm 1966 chưa đảm nhận vai trò chính trị quần chúng nào, chuyển sang phụ trách bộ máy văn hóa của Trung Quốc. Trương, Diêm và Vương là các lãnh đạo trong đảng ở Thượng Hải, họ đã đóng vai trò hàng đầu trong việc đảm bảo thành phố này ủng hộ Mao trong cuộc Cách mạng Văn hóa.
Khoảng thời gian Lâm Bưu qua đời năm 1971, Cách mạng Văn hóa bắt đầu mất dần động lực. Các chỉ huy mới của Quân Giải phóng Nhân dân đã yêu cầu thiết lập lại trật tự trước tình hình nguy hiểm dọc theo biên giới với Liên Xô (xem Chia rẽ Trung – Xô). Thủ tướng Chu Ân Lai, người đã chấp nhận Cách mạng Văn hóa, nhưng không bao giờ hoàn toàn ủng hộ nó, đã giành lại quyền hành và sử dụng quyền này để đưa Đặng Tiểu Bình trở lại vị trí lãnh đạo Đảng tại Đại hội Đảng lần thứ 10 năm 1973. Cùng thời điểm đó Lưu Thiếu Kỳ đã chết trong tù vào năm 1969.
Gần cuối đời Mao, một cuộc tranh giành quyền lực đã xảy ra giữa Tứ nhân bang và liên minh của Đặng Tiểu Bình, Chu Ân Lai và Diệp Kiếm Anh.

## Thất sủng
Chu Ân Lai qua đời vào tháng 1 năm 1976 và trong những tháng để tang sau đó, một cuộc tranh giành quyền lực đã xảy ra trong các cấp lãnh đạo cao nhất của Đảng. Nhà cải cách Đặng Tiểu Bình được giao chức quyền thủ tướng, trong khi Tứ nhân bang bắt đầu sử dụng báo chí để chỉ trích Đặng và huy động các nhóm dân quân đô thị của họ. Phần lớn quân đội và an ninh đảng vẫn nằm dưới sự kiểm soát của các trưởng lão trong đảng thuộc Ủy ban Trung ương, những người thường đóng một vai trò thận trọng trong việc làm trung gian giữa nhà cải cách Đặng và Tứ nhân bang vốn cực đoan. Họ đồng ý cách chức Đặng khỏi chức vụ sau Sự cố Thiên An Môn tháng 4 nhưng thực hiện các bước để đảm bảo rằng Đặng và các đồng minh của ông sẽ không bị tổn hại về mặt cá nhân trong quá trình này.
Ngày 9 tháng 9, Mao Trạch Đông qua đời. Trong vài tuần tiếp theo, Tứ nhân bang giữ quyền kiểm soát các phương tiện truyền thông của chính phủ, nhiều bài báo đã xuất hiện về chủ đề "các nguyên tắc được Mao đặt ra" (hoặc "được Mao thiết lập") lúc gần cuối đời. (Bản thân các từ "các nguyên tắc được đặt ra" được cho là trích dẫn từ Mao nhưng tình trạng của chúng đang bị tranh chấp.) Các đơn vị dân quân đô thị do những người ủng hộ nhóm cấp tiến chỉ huy đã được đặt trong tình trạng sẵn sàng chiến đấu cao độ.
Thủ tướng Hoa Quốc Phong đã công kích đường dây truyền thông của phe cấp tiến tại cuộc họp của Bộ Chính trị vào cuối tháng 9 nhưng Giang Thanh hoàn toàn không đồng ý với Hứa và bà khăng khăng rằng bà được chỉ định làm Chủ tịch đảng mới. Cuộc họp kết thúc bất phân thắng bại. Vào ngày 4 tháng 10, nhóm cấp tiến đã cảnh báo, thông qua một bài báo trên Quang minh Nhật báo, rằng bất kỳ người nào xét lại hay can thiệp vào các nguyên tắc đã được thiết lập sẽ "không có kết cục tốt đẹp".
Những người cấp tiến hy vọng rằng các nhà lãnh đạo quân sự chủ chốt Uông Đông Hưng và Trần Tích Liên sẽ ủng hộ họ nhưng có vẻ như Hoa đã giành được sự ủng hộ của quân đội. Vào ngày 6 tháng 10 năm 1976, Hoa Quốc Phong đã bắt giữ Tứ nhân bang và một số cộng sự kém cỏi của họ. Han Suyin đã kể chi tiết về cuộc lật đổ này:
Theo nhà sử học Immanuel CY Hsü, chiến dịch này có đổ máu - Vương Hồng Văn đã giết chết hai lính canh khi họ cố gắng bắt anh ta và tự làm bản thân bị thương trước khi bị bị bắt.
Bắt đầu từ ngày 21 tháng 10, các chiến dịch tố cáo trên toàn quốc đối với Tứ nhân bang bắt đầu, đỉnh điểm là tháng 12 công bố các hồ sơ liên quan đến những tội ác bị cáo buộc của Tứ nhân bang cho công chúng xem. Đảng Cộng sản Trung Quốc đã đưa ra lời tố cáo Tứ nhân bang là "có vẻ là cánh tả nhưng thực tế là cực hữu". Truyền thông chính phủ đổ lỗi cho Tứ nhân bang và Lâm Bưu về sự cực đoan của Cách mạng Văn hóa. Lễ kỷ niệm đã được diễn ra nổi bật và không giới hạn trên đường phố Bắc Kinh và các thành phố lớn khác. Trong "Phong trào phơi bày, chỉ trích và bóc trần (揭批 查 运动)" trên toàn quốc "hàng triệu" người  theo "phe nổi dậy (造反 派)" trước đây và các hồng vệ binh đã bị chỉ trích công khai vì họ được cho là có liên quan đến Tứ nhân bang.